# Acfred
Acfred was kortstondig graaf van Toulouse van 842 tot 843. Hij was een stroman van Karel de Kale.

## Context
Na de dood van Pepijn I van Aquitanië in 838 ontstond er een troonstrijd tussen zijn zoon Pepijn II van Aquitanië en Karel de Kale, die het koninkrijk Aquitanië was toegezegd. De twee partijen stonden tegenover elkaar in de Slag bij Fontenoy in 841, die onbeslist eindigde.
Bernhard van Septimanië, graaf van Toulouse, vazal van Pepijn II van Aquitanië, probeerde te onderhandelen met Karel de Kale, zonder succes. In 842 werd zijn titel afgenomen en Karel de Kale benoemde zijn eigen vazal, Acfred. Het jaar erop heroverden Pepijn II en Bernhard gewapenderhand Toulouse.
Met het verdrag van Verdun kwam volledig West-Francië toe aan Karel de Kale, inclusief Aquitanië. In 844 marcheerde Karel richting Toulouse, nam Bernhard gevangen, die even later werd geëxecuteerd. Pepijn II van Aquitanië, die nog niet was uitgeteld, stelde de zoon van Bernhard, Willem van Septimanië aan als nieuwe graaf. Karel de Kale koos voor Fredelo.